# Aulus Ofilius
Aulus Ofilius war ein römischer Ritter und ein bedeutender Jurist, der im 1. Jahrhundert v. Chr. lebte.
Seine Geburts- und Sterbedaten sind nicht bekannt. Von seiner Frau Clodia ist überliefert, sie habe ein Lebensalter von 115 Jahren erreicht. Gleichwohl er ein überzeugter Anhänger und Vertrauter Caesars war, stand er auch mit Cicero in enger freundschaftlicher Beziehung.
Seine juristische Ausbildung erhielt er von Servius Sulpicius Rufus, der die wissenschaftliche Methode der rechtskundlichen Dialektik (dialecticam artem) im römischen Rechtswesen eingeführt hatte. Aulus Ofilius tat sich später als Lehrmeister der Juristen Quintus Aelius Tubero, Marcus Antistius Labeo und von Gaius Ateius Capito hervor. Er verfasste mehrere rechtswissenschaftliche Abhandlungen, darunter die Actionum libri („Rechtsgeschäfte und Klagen“), die sich in den spätantiken Digesten wiederfinden. Sein ausführlicher – den seines Lehrmeisters Servius Sulpicius Rufus weit übertreffende – Kommentar zum prätorischen Edikt (ius edicendi) vermittelte gute Einblicke ins Amtsrecht der Gerichtsmagistraten, bekannt als ius honorarium. Diese – in der diokletianischen Zeit wieder aufgegebene Rechtsschicht – harmonisierte Einzelfragen des ius civile, die sich im Prozess stellten.
Der vorklassische Jurist zählte zu den führenden spätrepublikanischen Rechtsgelehrten, die mit ihren Werken die methodischen Grundlagen für die römische Rechtswissenschaft in der sich anschließenden, klassischen Kaiserzeit schufen.